# 朱塞佩·加贝利
朱塞佩·加贝利（義大利語：Giuseppe Gabelli，1958年7月11日—），意大利男子射箭运动员。他曾代表意大利参加1988年、1992年、1996年和2000年夏季残疾人奥林匹克运动会射箭比赛，获得一枚金牌和三枚银牌。